# Kalabalik
Kalabalik är ett turkiskt lånord (ghalabaliq) av ursprungligen arabiskt ursprung och med den turkiska betydelsen 'folksamling'. På svenska har det kommmit att betyda 'stormigt bråk eller uppträdande', 'tumult' eller 'rörig situation'.
Det har kommit in i svenskan och finskan som lånord sedan Kalabaliken i Bender, då turkiska sultanen efter långt mer eller mindre våldgästande från Karl XII:s sida ville driva bort den ganska ovälkomne svenske monarken. Ordet noterades i svensk skrift första gången 1713. Ordet kom in i turkiskan från det arabiska ghalaba, även det med betydelsen 'folksamling'.